# Magnolia garrettii
Espèce
Statut de conservation UICN

 DD  : Données insuffisantes
Magnolia garrettii est une espèce de plantes à fleurs de la famille des Magnoliaceae. C'est un arbre trouvé en Asie.

## Description
C'est un arbre.

## Répartition et habitat
Cet arbre se trouve en Thaïlande, au Vietnam et dans le Yunnan en Chine. Il est aussi peut-être présent au Cambodge et au Laos.

## Galerie de photographies

Magnolia garrettii, au Jardin botanique de la reine Sirikit, en Thaïlande
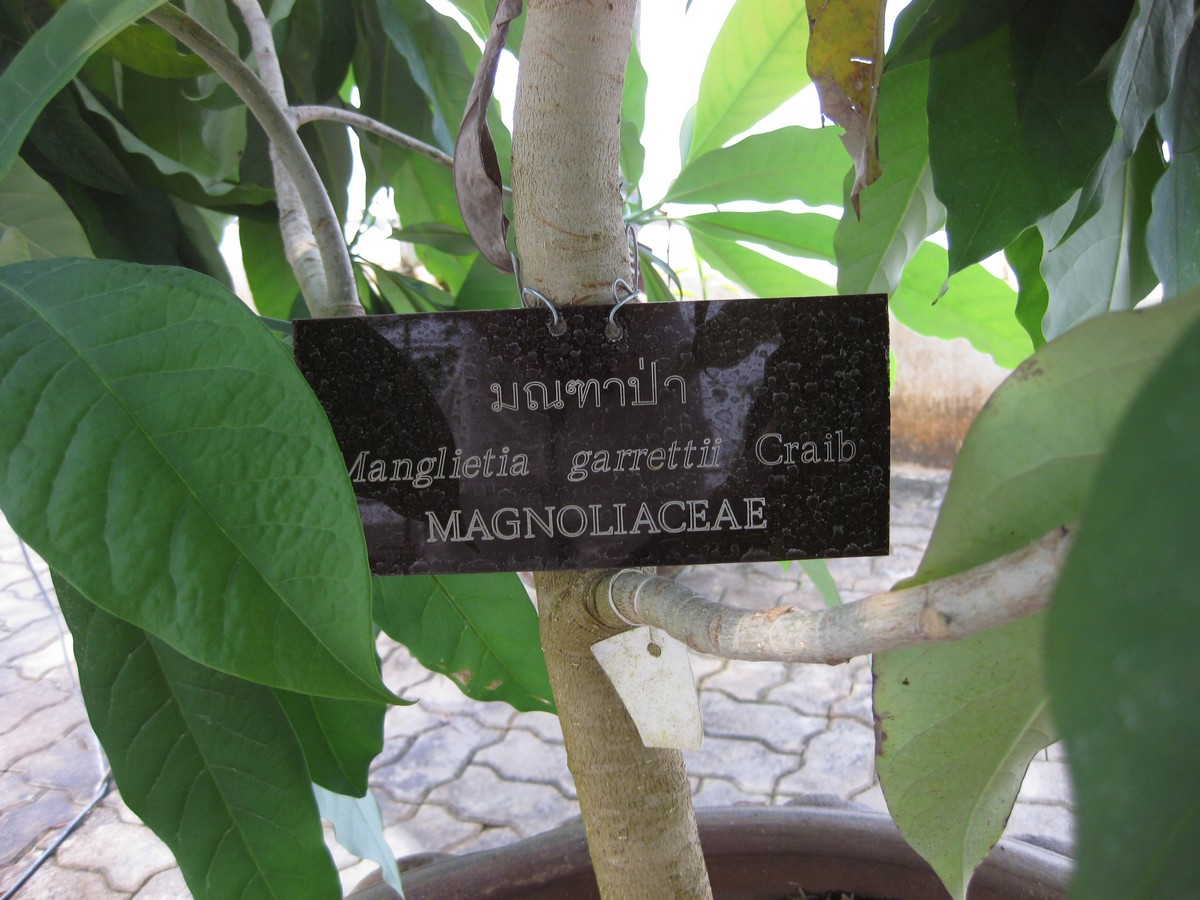
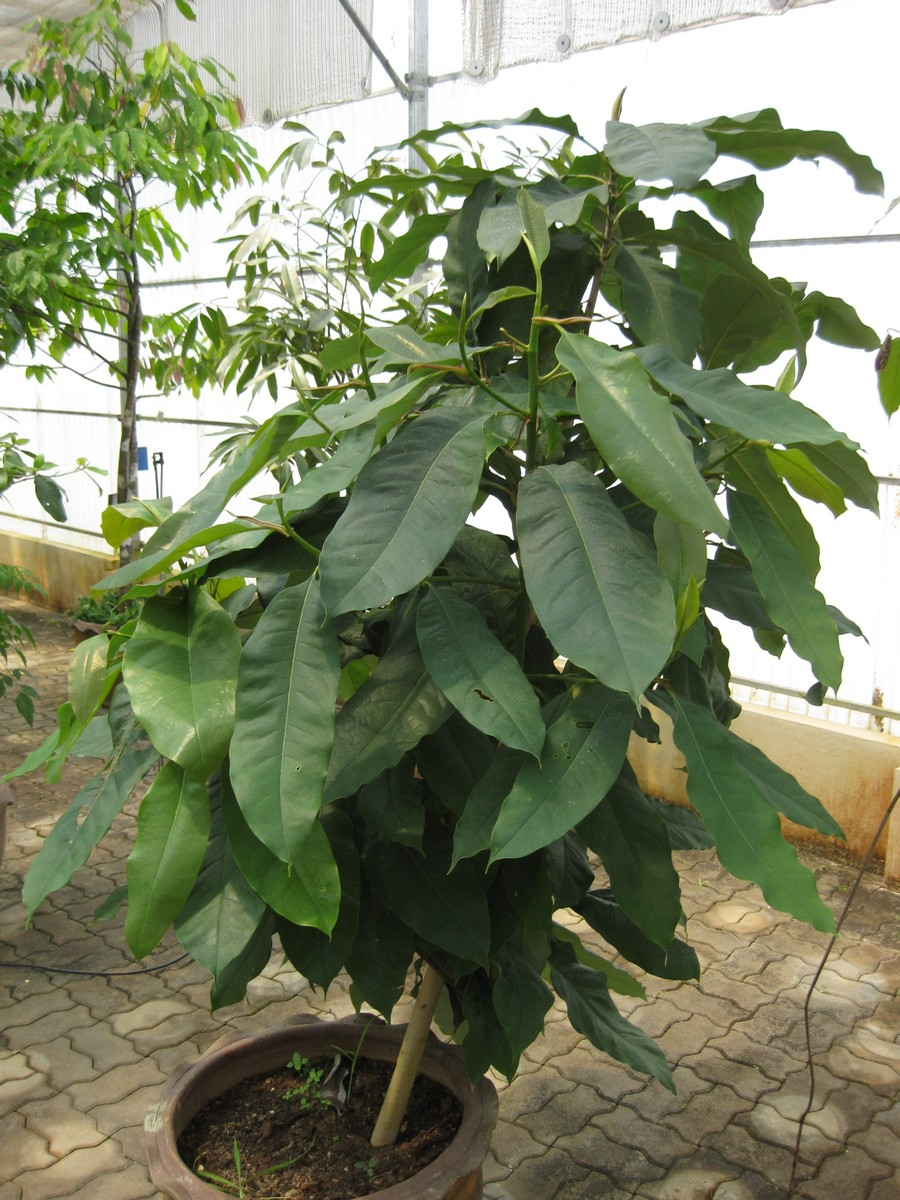
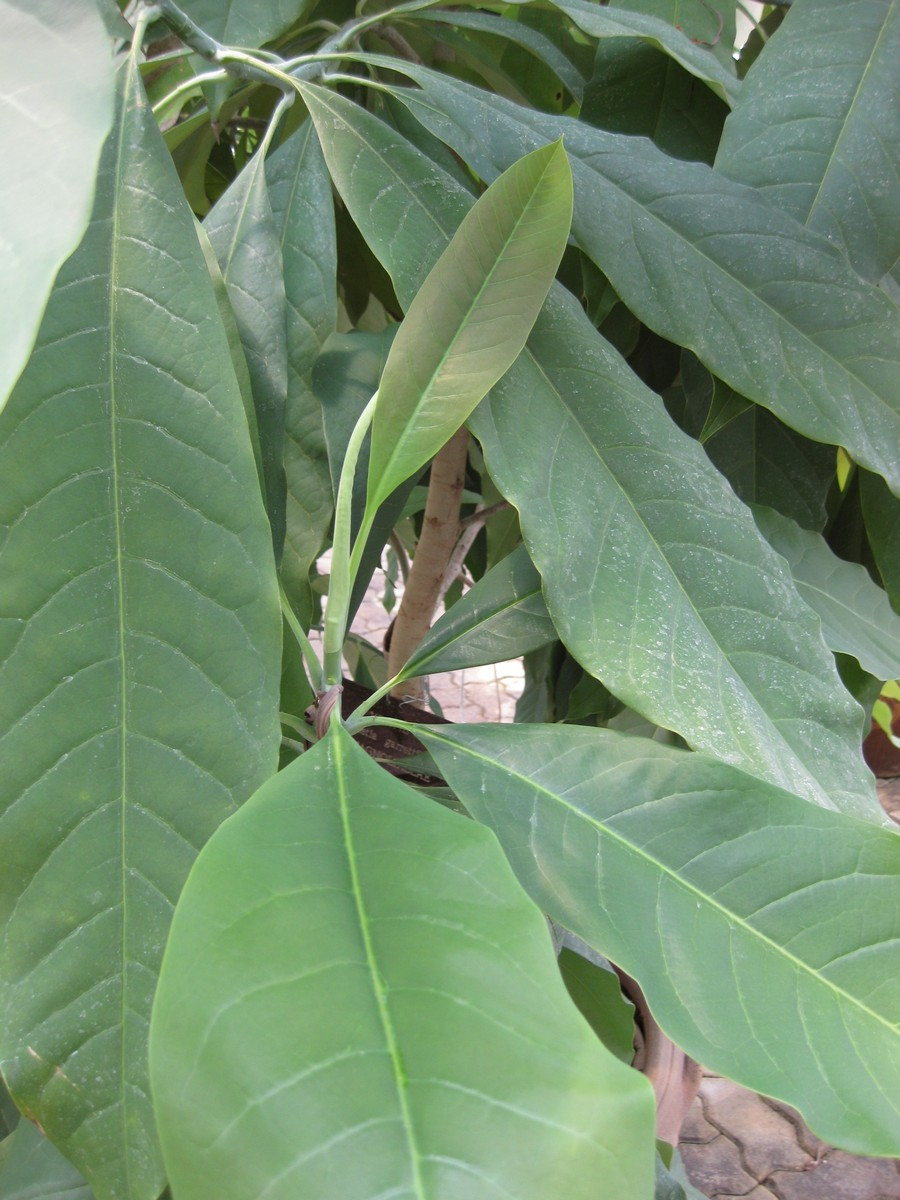